# Christoph Preisel

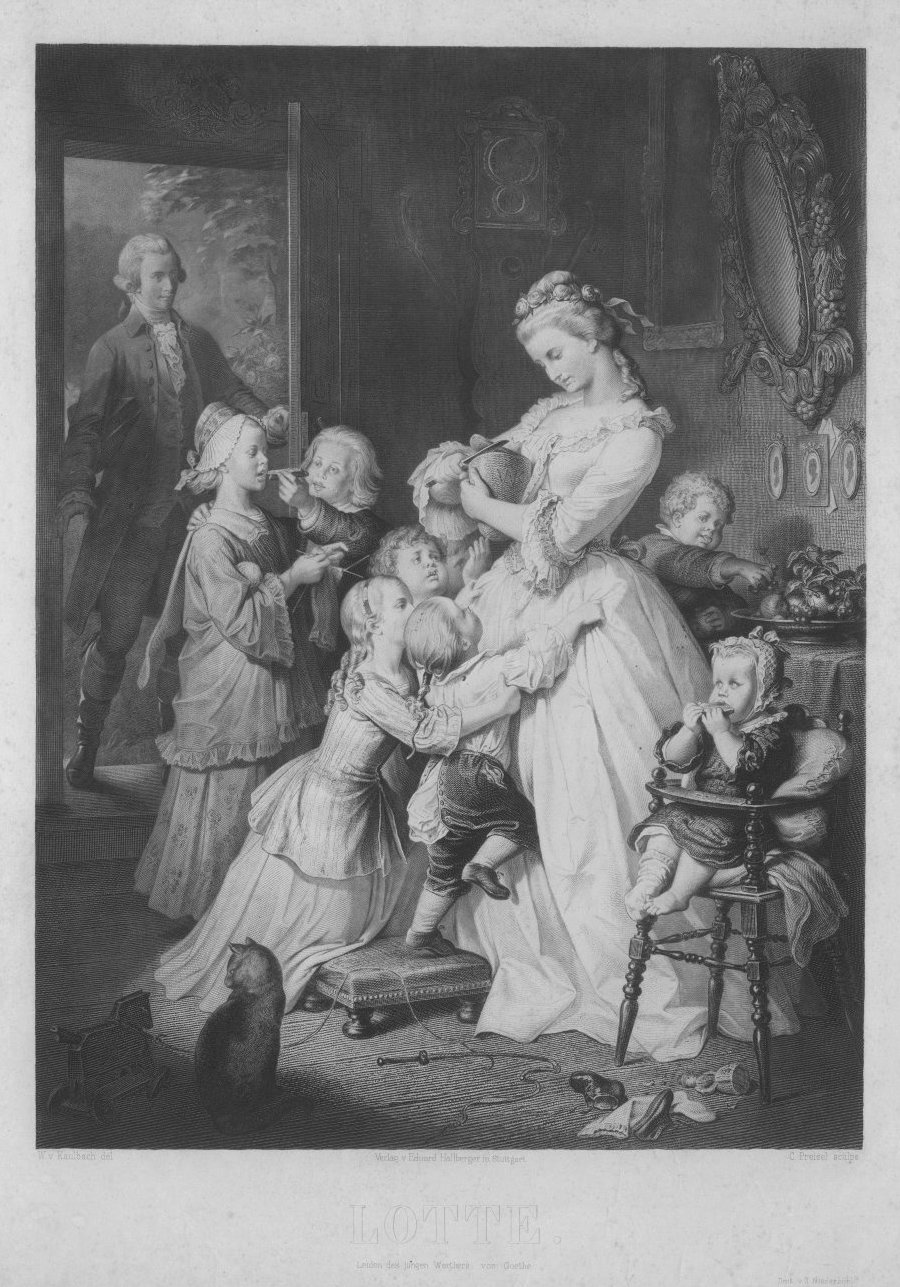
Kupferstich um 1860, nach Wilhelm von Kaulbach: Werther holt Lotte zum Ball ab
Die Leiden des jungen Werthers

Christoph Preisel (* 14. Februar 1818 in Nürnberg; letztmals erwähnt 1877) war ein deutscher Kupferstecher, Buchdrucker, und Zeichner.

## Leben
Christoph Preisel besuchte zunächst die Akademie der Bildenden Künste Nürnberg unter K. Mayer und Albert Christoph Reindel und bildete sich dann in Wien und München fort. Als „Arbeiter in Schwarzkunst“ hatte er auch die Buchdruckerkunst erlernt. 1849 bis 1851 hielt er sich in Paris auf. Doch einen ersten bekannten Stich fertigte er erst 1866, „eine beifällig aufgenommene Pietà nach Albert Sutermans in der Neuen Pinakothek“.
1876 und 1877 besuchte Preisel Italien.

## Bekannte Werke
- Pietà nach Albert Sutermans in der Neuen Pinakothek, 1866[1]
- Sta. Paula nach Dubufe[1]
- Dora, Friederike und Lotte nach Kaulbach (aus Goethes Frauengestalten)[1]
- Der Tod Leonardo da Vincis nach Schrader[1]
- Das unterbrochene Kartenspiel und die versäumte Essenszeit nach Enhuber[1]
- Zwei Blätter im König Ludwigs-Album[1]
- Der Ball auf der Alm nach Defregger[1]
- Elisabeth I. nach Arthur von Ramberg in Friedrich Pechts 1859 erschienener Schiller-Galerie[2]